# Edison Ciavattone
Edison Antonio Ciavattone Sampérez (Montevideo, 20 settembre 1938) è un ex cestista uruguaiano.

## Carriera
Con l'Uruguay ha disputato due edizioni dei Giochi olimpici (Roma 1960, Tokyo 1964) e i Campionati mondiali del 1963.